# Musée de la communication de Francfort
 (octobre 2020).
Si vous disposez d'ouvrages ou d'articles de référence ou si vous connaissez des sites web de qualité traitant du thème abordé ici, merci de compléter l'article en donnant les références utiles à sa vérifiabilité et en les liant à la section « Notes et références ».
Le musée de la communication de Francfort est un musée consacré à la communication ouvert dans la ville allemande de Francfort-sur-le-Main.

## Historique
Il a ouvert ses portes le 31 janvier 1958 en tant que musée fédéral de la poste. Il a été l'un des premiers musées du Frankfurt Museumsufer. Jusqu’à en 1994, le musée dépendait du ministère fédéral des Postes et Télécommunications et était donc « musée de la poste fédérale allemande » (DBP).
En 1990, avec la création d’un bâtiment de l'architecte de Günter Behnisch, un nouveau chapitre s'ouvre pour l'histoire du musée. Avec son architecture vitrée et transparente, le nouvel édifice annonce une réorientation et une modernisation du musée, qui aboutit finalement au changement de son nom. Le musée s’appellera à présent le « musée de la communication ». Ce changement a été directement influencé par la réforme postale allemande et la privatisation de la poste fédérale allemande (DBP). 
Depuis 1995, le musée appartient à la Fondation du Musée des Postes et Télécommunications. Cette fondation de droit public est soutenue par les deux sociétés Deutsche Post et Deutsche Telekom dans le cadre d'un partenariat.